# Amtsgericht Lahnstein

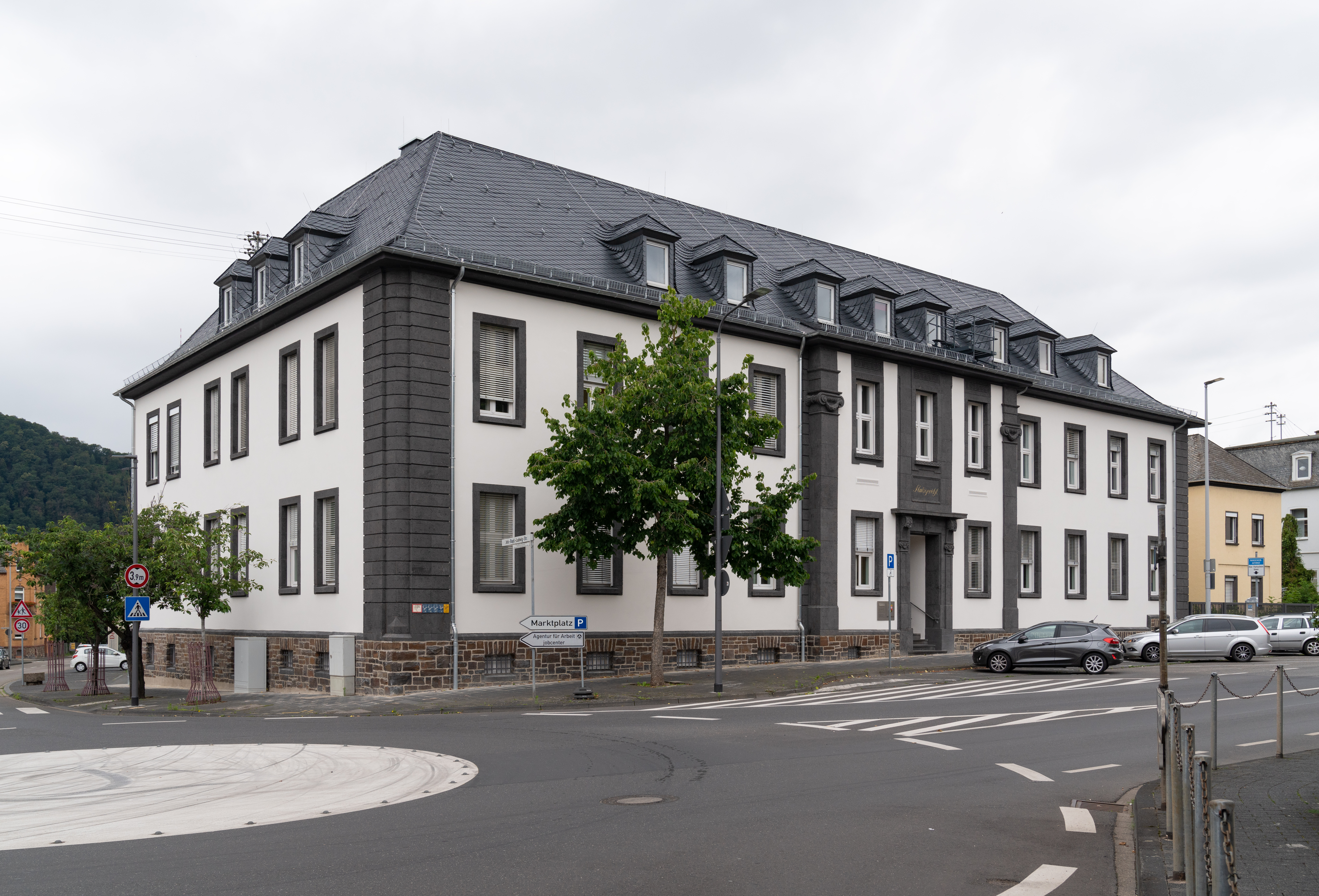
Amtsgericht Lahnstein von Osten

Das Amtsgericht Lahnstein ist ein Gericht der ordentlichen Gerichtsbarkeit in Rheinland-Pfalz mit Sitz in Lahnstein. Es ist eines der 15 Amtsgerichte im Bezirk des Landgerichts Koblenz. Gegenwärtig sind am Amtsgericht Lahnstein 34 Mitarbeiter beschäftigt.

## Zuständigkeitsbereich
Das Gericht hat seinen Sitz in Lahnstein. Es gehört zum Landgerichtsbezirk Koblenz. Der Zuständigkeitsbereich des Amtsgerichts Lahnstein umfasst ca. 58.000 Einwohner. Das Amtsgericht Lahnstein ist für alle Angelegenheiten zuständig, die bei einem Amtsgericht anhängig gemacht werden können.
Dem Amtsgericht Lahnstein ist das Landgericht Koblenz übergeordnet. Zuständiges Oberlandesgericht ist das Oberlandesgericht Koblenz.

## Geschichte
Mit § 12 der Verordnung vom 22. Februar 1867 wurde nach der Annexion Nassaus durch Preußen die Trennung von Verwaltung und Justiz angeordnet. Diese war im Herzogtum Nassau nicht gegeben. Die Ämter waren sowohl Verwaltungsbezirke als auch Gerichte erster Instanz. Die heutige Stadt Lahnstein gehörte zum Amt Niederlahnstein. Mit Verordnungen vom 26. Juni 1867 und 21. August 1867 wurde die Justizfunktion dem neu geschaffenen preußischen Amtsgericht  übertragen.
Zum 1. Oktober 1879 traten die Änderungen des Gerichtsverfassungsgesetzes in Kraft. Damit wurde das Amtsgericht Niederlahnstein dem Landgericht Wiesbaden untergeordnet.
Nach dem Zweiten Weltkrieg kam die heutige Stadt Lahnstein in die Französische Besatzungszone. Sie wurde so aus der Verwaltungsstruktur der preußischen Provinz Hessen-Nassau herausgelöst und 1946 Teil des neugegründeten Landes Rheinland-Pfalz.
Am 7. Juni 1969 wurde die Stadt Lahnstein aus den bis dahin eigenständigen Städten Niederlahnstein und Oberlahnstein gebildet, das Amtsgericht entsprechend in Amtsgericht Lahnstein umbenannt.

## Gebäude
Das Gerichtsgebäude befindet sich in der Bahnhofstraße 25 in Lahnstein. Der elfachsige Walmdachbau wurde zwischen 1920 und 1930 errichtet. Das Gebäude ist ein geschütztes Baudenkmal.